# جيليان وارد
جيليان وارد هي عارضة فلبينية، ولدت في 23 فبراير 2005 في مانيلا في الفلبين.

## وصلات خارجية
- جيليان وارد على موقع IMDb (الإنجليزية)
- جيليان وارد على موقع ميوزك برينز (الإنجليزية)
- جيليان وارد على موقع قاعدة بيانات الفيلم (الإنجليزية)